# Cantonul Livernon
Cantonul Livernon este un canton din arondismentul Figeac, departamentul Lot, regiunea Midi-Pyrénées, Franța.

## Comune
| Comune                  | Populație (1999) | Cod poștal | Cod INSEE |
| ----------------------- | ---------------- | ---------- | --------- |
| Assier                  | 535              | 46320      | 46009     |
| Boussac                 | 178              | 46100      | 46035     |
| Brengues                | 175              | 46320      | 46039     |
| Cambes                  | 286              | 46100      | 46051     |
| Corn                    | 157              | 46100      | 46075     |
| Durbans                 | 127              | 46320      | 46090     |
| Espagnac-Sainte-Eulalie | 73               | 46320      | 46093     |
| Espédaillac             | 241              | 46320      | 46094     |
| Flaujac-Gare            | 70               | 46320      | 46104     |
| Grèzes                  | 133              | 46320      | 46131     |
| Issepts                 | 158              | 46320      | 46133     |
| Livernon                | 465              | 46320      | 46176     |
| Quissac                 | 106              | 46320      | 46233     |
| Reilhac                 | 143              | 46500      | 46235     |
| Reyrevignes             | 274              | 46320      | 46237     |
| Saint-Simon             | 122              | 46320      | 46292     |
| Sonac                   | 80               | 46320      | 46306     |